# Canton de La Valette-du-Var
Le canton de La Valette-du-Var est une division administrative française située dans le département du Var et la région Provence-Alpes-Côte d'Azur.

## Géographie
Ce canton est organisé autour de La Valette-du-Var dans l'arrondissement de Toulon. Son altitude varie de 37 m (La Valette-du-Var) à 804 m (Le Revest-les-Eaux) pour une altitude moyenne de 140 m.

## Histoire
Canton créé en 1973 (décret du 2 août 1973) - Division des cantons Toulon-1, 3, 4 et 5).

## Administration
| Période | Période          | Identité                     | Étiquette | Qualité |
| ------- | ---------------- | ---------------------------- | --------- | --- |
| 1973    | 1985             | Maurice Delplace (1914-2000) | PCF       | Instituteur puis directeur de collège Maire de La Garde (1958-1959) puis (1962-1997) Ancien conseiller général du canton de Toulon-4 |
| 1985    | 1998             | Jacques Roux                 | RPR       | Pharmacien Maire de La Valette-du-Var (1973-2001)                                                                                    |
| 1998    | 2004 (démission) | Christiane Hummel            | UDF       | Universitaire retraitée Maire de La Valette-du-Var (2001-2018) Sénatrice (2004-2017)                                                 |
| 2004    | 2011             | Pierre-Louis Galli           | UMP       | Avocat honoraire Conseiller municipal de La Valette-du-Var                                                                           |
| 2011    | 2015             | Ange Musso                   | UMP       | Administrateur de société Maire de Le Revest-les-Eaux                                                                                |

## Composition
Le canton de Valette-du-Var groupe 2 communes et compte 24 447 habitants (recensement de 2010 sans doubles comptes).
| Nom                           | Code Insee | Intercommunalité                       | Superficie (km2) | Population (dernière pop. légale) | Densité (hab./km2) |
| ----------------------------- | ---------- | -------------------------------------- | ---------------- | --------------------------------- | ------------------ |
| La Valette-du-Var (chef-lieu) | 83144      | Métropole Toulon-Provence-Méditerranée | 15,50            | 22 271 (2014)                     | 1 437              |
| Le Revest-les-Eaux            | 83103      | Métropole Toulon-Provence-Méditerranée | 24,07            | 3 735 (2014)                      | 155                |

## Démographie
| 1962  | 1968   | 1975   | 1982   | 1990   | 1999   | 2006   | 2009 |
| ----- | ------ | ------ | ------ | ------ | ------ | ------ | ---- |
| 8 427 | 12 853 | 16 433 | 20 351 | 23 391 | 25 180 | 25 744 | -    |